# Episodi di Batman (serie animata 1992) (prima stagione)
La prima stagione della serie animata Batman (Batman: The Animated Series), composta da 65 episodi, è stata trasmessa negli Stati Uniti su Fox Kids dal 6 settembre 1992 al 17 settembre 1993. In Italia è stata trasmessa su Canale 5 dal 30 agosto al 12 novembre 1993.
Durante la trasmissione originaria gli episodi sono andati in onda in un ordine completamente diverso rispetto a quello di produzione, e inoltre le due parti che compongono le storie Gli artigli di Catwoman e La resa dei conti non sono state trasmesse di seguito (quelle de Gli artigli di Catwoman risultano essere gli episodi 1 e 8, mentre quelle de La resa dei conti gli episodi 51 e 53). Per la pubblicazione in DVD gli episodi sono invece stati presentati in un ordine più simile a quello in cui sono stati prodotti.
La trasmissione italiana dei primi 60 episodi (secondo l'ordine televisivo), corrispondenti a quelli già trasmessi in patria prima che la serie arrivasse in Italia, segue l'ordine usato negli Stati Uniti in TV, con la differenza che le parti de Gli artigli di Catwoman e La resa dei conti sono andate in onda di seguito. Gli episodi successivi sono invece andati in onda in ordine differente rispetto agli Stati Uniti.
| Nº DVD | Nº TV | Titolo originale                         | Titolo italiano                         | Prima TV Stati Uniti | Prima TV Italia   |
| ------ | ----- | ---------------------------------------- | --------------------------------------- | -------------------- | ----------------- |
| 1      | 2     | On Leather Wings                         | L'uomo pipistrello                      | 6 settembre 1992     | 30 agosto 1993    |
| 2      | 38    | Christmas With the Joker                 | Buon Natale                             | 13 novembre 1992     | 12 ottobre 1993   |
| 3      | 10    | Nothing to Fear                          | Niente da temere                        | 15 settembre 1992    | 9 settembre 1993  |
| 4      | 15    | The Last Laugh                           | Pesce d'aprile                          | 22 settembre 1992    | 15 settembre 1993 |
| 5      | 9     | Pretty Poison                            | Amore venefico                          | 14 settembre 1992    | 8 settembre 1993  |
| 6      | 27    | The Underdwellers                        | Gli abitanti sotterranei                | 21 ottobre 1992      | 29 settembre 1993 |
| 7      | 13    | P.O.V.                                   | La retata                               | 18 settembre 1992    | 13 settembre 1993 |
| 8      | 23    | The Forgotten                            | I dimenticati                           | 8 ottobre 1992       | 24 settembre 1993 |
| 9      | 11    | Be a Clown                               | Il mago                                 | 16 settembre 1992    | 10 settembre 1993 |
| 10     | 17    | Two-Face                                 | Doppia personalità (prima parte)        | 25 settembre 1992    | 17 settembre 1993 |
| 11     | 18    | Two-Face - Part II                       | Doppia personalità (seconda parte)      | 28 settembre 1992    | 18 settembre 1993 |
| 12     | 6     | It's Never Too Late                      | Non è mai troppo tardi                  | 10 settembre 1992    | 3 settembre 1993  |
| 13     | 20    | I've Got Batman in My Basement           | C'è Batman giù in cantina               | 30 settembre 1992    | 21 settembre 1993 |
| 14     | 3     | Heart of Ice                             | Cuore di ghiaccio                       | 7 settembre 1992     | 31 agosto 1993    |
| 15     | 1     | The Cat and the Claw                     | Gli artigli di Catwoman (prima parte)   | 5 settembre 1992     | 6 settembre 1993  |
| 16     | 8     | The Cat and the Claw - Part II           | Gli artigli di Catwoman (seconda parte) | 12 settembre 1992    | 7 settembre 1993  |
| 17     | 56    | See No Evil                              | Un padre invisibile                     | 24 febbraio 1993     | 2 novembre 1993   |
| 18     | 32    | Beware the Gray Ghost                    | Attenti al Fantasma Grigio              | 4 novembre 1992      | 5 ottobre 1993    |
| 19     | 22    | Prophecy of Doom                         | Previsioni profetiche                   | 6 ottobre 1992       | 23 settembre 1993 |
| 20     | 4     | Feat of Clay                             | L'Uomo d'Argilla (prima parte)          | 8 settembre 1992     | 1º settembre 1993 |
| 21     | 5     | Feat of Clay - Part II                   | L'Uomo d'Argilla (seconda parte)        | 9 settembre 1992     | 2 settembre 1993  |
| 22     | 7     | Joker's Favor                            | Un piccolo favore                       | 11 settembre 1992    | 4 settembre 1993  |
| 23     | 21    | Vendetta                                 | Vendetta                                | 5 ottobre 1992       | 22 settembre 1993 |
| 24     | 19    | Fear of Victory                          | Paura di vincere                        | 29 settembre 1992    | 20 settembre 1993 |
| 25     | 14    | The Clock King                           | Il maniaco degli orari                  | 21 settembre 1992    | 14 settembre 1993 |
| 26     | 12    | Appointment in Crime Alley               | Appuntamento con il crimine             | 17 settembre 1992    | 11 settembre 1993 |
| 27     | 24    | Mad as a Hatter                          | Matto come un cappellaio                | 12 ottobre 1992      | 25 settembre 1993 |
| 28     | 31    | Dreams in Darkness                       | Sogni nel buio                          | 3 novembre 1992      | 4 ottobre 1993    |
| 29     | 16    | Eternal Youth                            | Eterna giovinezza                       | 23 settembre 1992    | 16 settembre 1993 |
| 30     | 26    | Perchance to Dream                       | Il sogno                                | 19 ottobre 1992      | 28 settembre 1993 |
| 31     | 25    | The Cape and Cowl Conspiracy             | Maschera e mantello                     | 14 ottobre 1992      | 27 settembre 1993 |
| 32     | 51    | Robin's Reckoning                        | La resa dei conti (prima parte)         | 7 febbraio 1993      | 27 ottobre 1993   |
| 33     | 53    | Robin's Reckoning - Part II              | La resa dei conti (seconda parte)       | 14 febbraio 1993     | 28 ottobre 1993   |
| 34     | 46    | The Laughing Fish                        | I pesci che ridono                      | 10 gennaio 1993      | 21 ottobre 1993   |
| 35     | 28    | Night of the Ninja                       | La notte del ninja                      | 26 ottobre 1992      | 30 settembre 1993 |
| 36     | 33    | Cat Scratch Fever                        | Il ritorno di Catwoman                  | 5 novembre 1992      | 6 ottobre 1993    |
| 37     | 29    | The Strange Secret of Bruce Wayne        | Lo strano segreto di Bruce Wayne        | 29 ottobre 1992      | 1º ottobre 1993   |
| 38     | 39    | Heart of Steel                           | Cuore d'acciaio (prima parte)           | 16 novembre 1992     | 13 ottobre 1993   |
| 39     | 40    | Heart of Steel - Part II                 | Cuore d'acciaio (seconda parte)         | 17 novembre 1992     | 14 ottobre 1993   |
| 40     | 41    | If You're So Smart, Why Aren't You Rich? | L'Enigmista                             | 18 novembre 1992     | 15 ottobre 1993   |
| 41     | 42    | Joker's Wild                             | La vendetta del Joker                   | 19 novembre 1992     | 16 ottobre 1993   |
| 42     | 30    | Tyger Tyger                              | Tigre, tigre                            | 30 ottobre 1992      | 2 ottobre 1993    |
| 43     | 36    | Moon of the Wolf                         | Notte di luna piena                     | 11 novembre 1992     | 9 ottobre 1993    |
| 44     | 55    | Day of the Samurai                       | Il giorno del samurai                   | 23 febbraio 1993     | 1º novembre 1993  |
| 45     | 37    | Terror in the Sky                        | Terrore nei cieli                       | 12 novembre 1992     | 11 ottobre 1993   |
| 46     | 35    | Almost Got 'Im                           | L'ho quasi ucciso                       | 10 novembre 1992     | 8 ottobre 1993    |
| 47     | 52    | Birds of a Feather                       | Illusione d'amore                       | 8 febbraio 1993      | 29 ottobre 1993   |
| 48     | 45    | What is Reality?                         | Quale realtà?                           | 24 novembre 1992     | 20 ottobre 1993   |
| 49     | 34    | I Am the Night                           | Io sono la notte                        | 9 novembre 1992      | 7 ottobre 1993    |
| 50     | 44    | Off Balance                              | Vertigine                               | 23 novembre 1992     | 19 ottobre 1993   |
| 51     | 49    | The Man Who Killed Batman                | L'uomo che uccise Batman                | 1º febbraio 1993     | 25 ottobre 1993   |
| 52     | 63    | Mudslide                                 | Il ritorno dell'Uomo d'Argilla          | 15 settembre 1993    | 8 novembre 1993   |
| 53     | 65    | Paging the Crime Doctor                  | Il medico della mala                    | 17 settembre 1993    | 9 novembre 1993   |
| 54     | 50    | Zatanna                                  | Zatanna                                 | 2 febbraio 1993      | 26 ottobre 1993   |
| 55     | 48    | The Mechanic                             | Il meccanico                            | 24 gennaio 1993      | 23 ottobre 1993   |
| 56     | 47    | Harley and Ivy                           | Harley e Pam                            | 18 gennaio 1993      | 22 ottobre 1993   |
| 57     | 61    | Shadow of the Bat                        | L'ombra del pipistrello (prima parte)   | 13 settembre 1993    | 10 novembre 1993  |
| 58     | 62    | Shadow of the Bat - Part II              | L'ombra del pipistrello (seconda parte) | 14 settembre 1993    | 10 novembre 1993  |
| 59     | 54    | Blind as a Bat                           | Cieco come un pipistrello               | 22 febbraio 1993     | 30 ottobre 1993   |
| 60     | 57    | The Demon's Quest                        | La ricerca del demone (prima parte)     | 3 maggio 1993        | 3 novembre 1993   |
| 61     | 58    | The Demon's Quest - Part II              | La ricerca del demone (seconda parte)   | 4 maggio 1993        | 4 novembre 1993   |
| 62     | 43    | His Silicon Soul                         | Anima ai siliconi                       | 20 novembre 1992     | 18 ottobre 1993   |
| 63     | 60    | Fire From Olympus                        | Fuoco dall'Olimpo                       | 24 maggio 1993       | 6 novembre 1993   |
| 64     | 59    | Read My Lips                             | Il Ventriloquo                          | 10 maggio 1993       | 5 novembre 1993   |
| 65     | 64    | The Worry Men                            | Le bambole scacciapensieri              | 16 settembre 1993    | 12 novembre 1993  |

## L'uomo pipistrello
- Titolo originale: On Leather Wings
- Diretto da: Kevin Altieri
- Scritto da: Mitch Brian

### Trama
Un enorme pipistrello deruba alcune aziende farmaceutiche: il sindaco Hill accetta la proposta di Bullock, cioè di rintracciare e catturare il responsabile, da molti ritenuto Batman. Il vero uomo pipistrello però indaga su alcuni peli, appartenenti probabilmente ad un pipistrello, e scopre come lo zoologo del Gotham City Zoo, Kirk Langstrom abbia sperimentato su di sé un siero per migliorare le capacità dell'uomo mescolandole con quelle dei chirotteri. Batman lo ferma, e gli inietta un antidoto.

## Buon Natale
- Titolo originale: Christmas with the Joker
- Diretto da: Kent Butterworth
- Scritto da: Eddie Gorodetsky

### Trama
La sera della vigilia di Natale Joker scappa da Arkham, e trasmette uno speciale televisivo nel quale tiene in ostaggio Gordon, Summer Gleeson e Harvey Bullock: tocca quindi a Batman e Robin salvarli prima della mezzanotte.

## Niente da temere
- Titolo originale: Nothing to Fear
- Diretto da: Boyd Kirkland
- Scritto da: Henry T. Gilroy, Sean Catherine Derek

### Trama
Un misterioso e folle criminale che si fa chiamare Spauracchio sta prendendo di mira l'Università di Gotham. Indagando, Batman scopre che l'ex professore Jonathan Crane, cacciato dall'ateneo, sta cercando di vendicarsi.

## Pesce d'aprile
- Titolo originale: The Last Laugh
- Diretto da: Kevin Altieri
- Scritto da: Carl Swenson

### Trama
Joker diffonde per le strade gas esilarante e con i suoi uomini inizia a svaligiare la città. Quando anche Alfred viene contagiato, Batman rintraccia il criminale e sventa il suo piano.

## Amore venefico
- Titolo originale: Pretty Poison
- Diretto da: Boyd Kirkland
- Scritto da: Paul Dini, Michael Reaves, Tom Ruegger

### Trama
Il procuratore distrettuale Harvey Dent collassa per avvelenamento e Batman sospetta della fidanzata, Pamela Isley. Scopre allora che dietro tutto vi è la donna, e cerca un antidoto per Harvey.

## Gli abitanti sotterranei
- Titolo originale: The Underdwellers
- Diretto da: Frank Paur
- Scritto da: Tom Ruegger, Jules Dennis, Richard Mueller

### Trama
Batman nota una serie di furti compiuti da ragazzini. Seguendoli, scopre che sono tenuti in una sorta di prigionia nel sottosuolo della città, ingannati e diretti da un pazzo che si fa chiamare "Re delle Fogne", che maltratta e sfrutta i bambini che costringe a compiere furti per arricchirsi e Batman dopo aver preso con sé uno dei bambini e dopo averlo portato nella sua dimora lasciandolo alle cure di Alfred riesce a tranquillizzarlo e fattosi raccontare dal piccolo l'accaduto decide di intervenire per aiutare il resto dei bambini sfruttati e si fa condurre dal bambino nel covo del criminale e qui Batman rimane inorridito da ciò che l'uomo ha fatto ai piccoli che fa vivere in condizioni disumane di conseguenza si appresta a neutralizzare il folle uomo per ridare ai bambini la libertà. Furente perché si tratta di un crimine che riguarda bambini stavolta Bruce è tentato di farsi giustizia da solo tuttavia decide di consegnare il criminale alla polizia che lo arresta e successivamente i bambini vengono portati al sicuro dai poliziotti.

## La retata
- Titolo originale: P.O.V.
- Diretto da: Kevin Altieri
- Scritto da: Mitch Brian, Sean Catherine Derek, Laren Bright

### Trama
Un'azione di polizia coinvolge gli agenti Wilkes, Montoya e il detective Bullock. Ognuno di loro fornisce però una differente ricostruzione dei fatti.

## I dimenticati
- Titolo originale: The Forgotten
- Diretto da: Boyd Kirkland
- Scritto da: Jules Dennis, Richard Mueller, Sean Catherine Derek

### Trama
Per indagare sulla scomparsa di alcuni uomini, Batman si traveste da senzatetto, ma viene rapito e perde la memoria. Si risveglia in un campo di prigionia, dove sono sequestrati gli uomini scomparsi, ora trattati come schiavi in una miniera d'oro illegale. Quando riacquista la memoria e viene raggiunto da Alfred, l'eroe salva la situazione.

## Il mago
- Titolo originale: Be a Clown
- Diretto da: Frank Paur
- Scritto da: Ted Pedersen, Steve Hayes

### Trama
Durante un comizio, il sindaco Hill paragona Batman al Joker: quest'ultimo, che sta guardando il programma in un primo momento decide di ignorarlo ma quando l'uomo si vanta che casa sua è totalmente al sicuro da persone come Joker questi offeso, decide di vendicarsi per dargli una lezione, recandosi alla festa di compleanno di Jordan, figlio del politico. Travestito dall'animatore "Gecko il Clown", dopo aver allontanato i bambini con una scusa il criminale tenta di eliminare gli invitati mettendo sulla torta di compleanno della dinamite, ma l'attentato è sventato grazie a Bruce Wayne. Dopo aver litigato con il padre però Jordan scappa di casa, chiedendo a Gecko di diventarne apprendista senza sapere che è in realtà un pericoloso criminale. Joker approfittando dell'ingenuità del bambino accetta volentieri per farne il proprio aiutante del crimine. Batman li segue, e quando cade in trappola, il piccolo comprende le intenzioni del Joker e lo libera. Furente Joker decide di farla pagare anche a Jordan e lo insegue nel Luna Park tuttavia Batman neutralizza poi Joker, e Jordan fa ritorno da Hill e il bambino ringrazia segretamente Batman che lo saluta prima di dileguarsi.

## Doppia personalità
- Titolo originale: Two Face
- Diretto da: Kevin Altieri
- Scritto da: Alan Burnett, Randy Rogel

### Trama
In piena campagna per la rielezione, il procuratore distrettuale Harvey Dent inizia a manifestare una feroce rabbia repressa, quasi nascondesse una seconda personalità. Il boss criminale Rupert Thorne, le cui attività illegali sono nel mirino della giustizia, viene a conoscenza di questa situazione, e decide di ricattarlo. Un'esplosione in una raffineria devasta però il volto del procuratore, che si trasforma in criminale, colpendo duramente gli affari di Thorne. La fidanzata Grace viene usata per arrivare a lui, e quando Thorne ha in pugno Dent, l'intervento di Batman ribalta la situazione, e l'Uomo Pipistrello riesce ad impedire che Dent uccida il boss.

## Non è mai troppo tardi
- Titolo originale: It's Never Too Late
- Diretto da: Boyd Kirkland
- Scritto da: Tom Ruegger, Garin Wolf

### Trama
Per il controllo del crimine in città, Rupert Thorne fa saltare in aria il rivale Arnold Stromwell, ma Batman lo salva e gli chiede di cambiare vita, mostrandogli anche il figlio, ricoverato in una clinica per tossicomani. Braccati da Thorne, Stromwell si ravvede veramente solo quando parla con il fratello, un prete che da piccolo gli salvò la vita.

## C'è Batman giù in cantina
- Titolo originale: I've Got Batman in My Basement
- Diretto da: Frank Paur
- Scritto da: Sam Graham, Chris Hubbell

### Trama
Batman sventa una rapina del Pinguino, intenzionato ad impossessarsi di un Uovo di Fabergé; sfortunatamente l'eroe rimane vittima di un gas, e resta fuori combattimento. Viene così soccorso da Sherman, giovane che vorrebbe diventare detective. Il ragazzino nasconde Batman nel seminterrato di casa sua e con l'aiuto dei suoi amici lo difende dal criminale e dai suoi uomini. Quando Pinguino rintraccia Batman nella casa di Sherman e vi fa irruzione il bambino usando gli accessori di Batman prepara una serie di trappole e trabocchetti in cui fa finire il criminale e i suoi scagnozzi. Tuttavia Pinguino seppur sorpreso riesce a catturare i ragazzi e recuperato il gioiello cerca di finire Batman ma l'eroe si riprende in tempo e stende Pinguino e i suoi uomini. Arrestati i malviventi Batman si congratula con Sherman per il suo eroismo e successivamente il bambino crea una squadra con i suoi compagni per investigare su altri misteri il tutto mentre Batman segretamente veglia su di loro.

## Cuore di ghiaccio
- Titolo originale: Heart of Ice
- Diretto da: Bruce Timm
- Scritto da: Paul Dini

### Trama
La GothCorp continua a subire furti: il responsabile è l'ex scienziato Victor Fries, che desidera vendicarsi di Ferris Boyle, che anni prima aveva interrotto un esperimento di criogenia con il quale avrebbe potuto salvare la moglie Nora. Batman scoperto la verità dietro l'incidente che ha distrutto la vita di Fries né rimane sconvolto in quel momento Fries fa irruzione e conferma al vigilante che è tutto vero per poi stenderlo facendogli perdere i sensi. Successivamente Batman si risveglia imprigionato in un magazzino congelato e cerca di connettersi emotivamente con Fries facendogli capire che comprende il dolore che Fries prova per la perdita della moglie tuttavia seppur l'uomo capisca che Batman vorrebbe aiutarlo rifiuta volendo vendetta per quanto successo. Poco dopo il criminale irrompe in una festa di beneficenza per eliminare Boyle, Batman riuscito a liberarsi interviene e ferma Fries e fa arrestare Boyle per aver distrutto le vite di Victor e di Nora. Successivamente Fries viene rinchiuso ad Arkham con la bambola di Nora e qui l'uomo disperato e scioccato piange il suo dolore.

## Gli artigli di Catwoman
- Titolo originale: The Cat and the Claw
- Diretto da: Kevin Altieri, Dick Sebast
- Scritto da: Sean Catherine Derek, Laren Bright, Jules Dennis, Richard Mueller

### Trama
Batman è sulle tracce di una misteriosa svaligiatrice vestita da gatto e contemporaneamente Bruce Wayne conosce l'animalista Selina Kyle; la donna è interessata a trasformare un terreno desertico in una riserva protetta, mentre una multinazionale vuole costruirci un centro turistico; in realtà è solo una copertura per utilizzare l'area per dare dimostrazione della potenza di un virus rubato all'esercito dall'organizzazione terroristica Red Claw. Batman e Catwoman uniscono le loro forze per cercare di fermarla.

## Un padre invisibile
- Titolo originale: See No Evil
- Diretto da: Dan Riba
- Scritto da: Martin Pasko

### Trama
Il divorziato Lloyd "Eddie" Ventrix, ad un passo dal perdere la figlia Kimberly, ruba una tuta speciale che gli consenta l'invisibilità e ruba gioielli che poi regala a Kimberly, la quale crede ad un "amico immaginario", Mojo. A Batman il duro compito di rintracciare l'inafferrabile criminale.

## Attenti al Fantasma Grigio
- Titolo originale: Beware the Gray Ghost
- Diretto da: Boyd Kirkland
- Scritto da: D. O'Flaherty, Tom Ruegger, Garin Wolf, Tom Ruegge

### Trama
Un criminale che si firma "il Folle Dinamitardo" ricatta la città provocando esplosioni; il suo modus operandi ricorda lo stesso di un antagonista di un episodio della vecchia serie televisiva Il Fantasma Grigio, di cui Bruce Wayne era appassionato da piccolo. Batman rintraccia il vecchio interprete, Simon Trent, ora attore ridotto così male che vende spesso al robivecchi i suoi ricordi, e gli chiede di aiutarlo. Dietro a tutto questo infatti vi è quel robivecchi, e la sua cattura regala nuova e meritata fama a Trent.

## Previsioni profetiche
- Titolo originale: Prophecy of Doom
- Diretto da: Frank Paur
- Scritto da: Dennis Marks, Sean Catherine Derek

### Trama
Molti facoltosi cittadini sono ormai succubi di Nostromos, veggente che in realtà vuole truffarli. Bruce Wayne finge di unirsi alla sua "fratellanza" solo per smascherarlo e fermarlo.

## L'Uomo d'Argilla
- Titolo originale: Feat of Clay
- Diretto da: Dick Sebast, Frank Paur
- Scritto da: Marv Wolfman, Michael Reaves

### Trama
Bruce Wayne viene incastrato per il tentato omicidio di Lucius Fox; in realtà il colpevole è Matt Hagen, attore con il volto sfigurato, tornato ora alla ribalta grazie alla crema "Rinnovarsi", in grado di regalargli nuove sembianze. Hagen è però ormai dipendente dalla crema, prodotta dalle industrie del criminale Roland Daggett, che lo ricatta per i suoi loschi traffici, costringendolo ad assumere le fattezze di altre persone, come appunto quelle di Wayne. Ormai ritenuto inutile, gli sgherri di Daggett cercano di eliminarlo, facendogli ingerire una grande quantità di quella crema ma, inaspettatamente, Hagen si trasforma in un essere d'argilla in grado di mutare forma. Assetato di vendetta, Hagen si fa chiamare con il nome di "Uomo d'argilla" e cerca di assassinare Daggett durante uno show televisivo di cui è ospite. Batman interviene e fra i due si scatena un combattimento che termina con l'apparente morte di Hagen, a causa di una scarica elettrica, non prima di aver rivelato ai poliziotti il suo potere di cambiare forma, chiarendo l'innocenza di Wayne. Tuttavia, in seguito, Batman scopre che l'argilla di cui l'ex attore era composta è immune all'elettricità: Hagen è ancora vivo e ha solo inscenato la sua morte.

## Un piccolo favore
- Titolo originale: Joker's Favor
- Diretto da: Boyd Kirkland
- Scritto da: Paul Dini

### Trama
Dopo una brutta giornata, Charlie Collins insulta un automobilista sconosciuto: in realtà quello è Joker, che lo lascia stare in cambio di un favore. Due anni dopo infatti Joker chiama Collins per fargli mantenere la promessa: dovrà aiutarlo per far saltare in aria Gordon, in una serata in suo onore.
- Nota: Questo episodio segna la prima apparizione in assoluto di Harley Quinn.

## Vendetta
- Titolo originale: Vendetta
- Diretto da: Frank Paur
- Scritto da: Michael Reaves

### Trama
Bullock viene incastrato per rapimento ed omicidio. Indagando, Batman scopre come l'ex wrestler Killer Croc fosse stato arrestato dal detective, e ora intende vendicarsi. Sebbene tra l'eroe e Bullock non corra buon sangue, Batman è deciso a scagionarlo.

## Paura di vincere
- Titolo originale: Fear of Victory
- Diretto da: Dick Sebast
- Scritto da: Samuel Warren Joseph

### Trama
Alcuni atleti di Gotham offrono pessime prestazioni, compreso il compagno di stanza di Robin, astro nascente del football. Quando lo stesso Robin resta vittima di fobie, Batman rintraccia un telegramma che accomuna i due giovani: entrambi lo hanno toccato con le mani, ed entrambi hanno subito gli effetti di una polvere che induce paura: Batman si mette così sulle tracce dello Spauracchio.

## Il maniaco degli orari
- Titolo originale: The Clock King
- Diretto da: Kevin Altieri
- Scritto da: David Wise

### Trama
L'avvocato Hamylton Hill consiglia al nevrotico Temple Fugate di rilassarsi, ma ascoltandolo, il secondo perde una grossa causa. Sette anni dopo, l'oggi Sindaco Hill viene perseguitato dal Re degli Orologi. Tocca quindi a Batman salvare il primo cittadino.

## Appuntamento con il crimine
- Titolo originale: Appointment in Crime Alley
- Diretto da: Boyd Kirkland
- Scritto da: Gerry Conway (sul fumetto di Dennis O'Neil)

### Trama
L'affarista Roland Daggett progetta di creare una nuova area edificabile in Park Row, zona così malfamata da meritare l'appellativo di "vicolo del crimine". Batman cerca di eliminare le bombe che l'uomo ha fatto piazzare, e tra l'altro il luogo gli è caro: è dove i suoi genitori furono uccisi.

## Matto come un cappellaio
- Titolo originale: Mad as a Hatter
- Diretto da: Frank Paur
- Scritto da: Paul Dini

### Trama
Il progettista della WayneTech Jervis Tetch è innamorato della segretaria Alice, e quando il ragazzo la lascia, lui si fa avanti. I giovani però fanno pace e la ragazza accetta la proposta di matrimonio del fidanzato non rendendosi conto che Jarvis era innamorato sinceramente di lei e quando glielo rivela l'uomo impazzisce: travestito dal Cappellaio Matto della sua favola preferita, usa la sua invenzione, un congegno che permette di controllare le menti degli altri, per costringere Alice ad amarlo e poter realizzare il suo sogno d'amore. Bruce Wayne però scopre i piani del suo dipendente, e con i panni di Batman, interviene. Dopo una dura lotta Batman ha le meglio e l'uomo rimane sconsolato e disperato per aver perso il suo grande amore.

## Sogni nel buio
- Titolo originale: Dreams in Darkness
- Diretto da: Dick Sebast
- Scritto da: Judith e Garfield Reeves-Stevens

### Trama
Batman viene ricoverato ad Arkham, delirante. È stato infatti sottoposto ad un particolare gas dello Spauracchio, evaso per l'ennesima volta e oltre a liberarsi, l'eroe deve impedire che il criminale avveleni le terme della città.

## Eterna giovinezza
- Titolo originale: Eternal Youth
- Diretto da: Kevin Altieri
- Titolo originale: Beth Bornstein

### Trama
Alcuni industriali spariscono dalla circolazione, e Batman scopre come siano stati tutti invitati alle "Terme dell'eterna giovinezza", centro benessere dove peraltro era stato invitato anche Bruce Wayne, che aveva girato l'invito ad Alfred. Dietro alle terme però vi è Edera Velenosa, tesa a trasformare in piante quegli stessi affaristi che avevano distrutto alcune foreste.

## Il sogno
- Titolo originale: Perchance to Dream
- Diretto da: Boyd Kirkland
- Scritto da: Laren Bright e Michael Reaves

### Trama
Inseguendo alcuni criminali, Batman viene travolto da un misterioso apparecchio e perde conoscenza. La mattina seguente, al suo risveglio, cerca di capire da Alfred come abbia fatto a tornare nella sua villa. Il maggiordomo, però, gli spiega che probabilmente ha fatto solo un brutto sogno. Ma il sogno, secondo Alfred, dura da moltissimo tempo: infatti nella realtà i genitori di Bruce non sono mai stati assassinati, e di conseguenza lui non è mai diventato Batman. Allora Bruce, in preda a una forte crisi d'identità, chiede consiglio alla sua vecchia amica, Leslie Tompkins. Lei gli spiega che, probabilmente, avendo ereditato tutto ciò che ha dal padre e non essendosi mai conquistato niente, il suo inconscio ha creato per lui una vita più soddisfacente, sdoppiando la sua personalità e facendogli credere di essere Batman. Infatti l'Uomo Pipistrello esiste anche in questa realtà ma semplicemente non è Bruce Wayne. Quest'ultimo, però, capisce che qualcosa non va quando, cercando di leggere il giornale, vede solo lettere confuse, senza senso. Allora decide di incontrare Batman e, sfilandogli la maschera, scopre un'inquietante verità: è Jervis Tetch, il Cappellaio Matto! Improvvisamente tutto si spiega: i criminali che stava inseguendo erano la banda del criminale mentre l'apparecchio che gli aveva fatto perdere i sensi non era altro che una delle macchine per il controllo mentale di Tetch che l'aveva intrappolato in questa nuova realtà per tenere impegnato il nostro eroe per sempre affinché lui potesse condurre i suoi crimini indisturbato. Bruce, però, capisce che per tornare alla realtà avrebbe fatto una cosa che non avrebbe mai fatto, ovvero uccidersi. Così si getta dal campanile della chiesa dove aveva seguito "Batman" e finalmente si risveglia, atterrando poi il Cappellaio e i suoi scagnozzi.

## Maschera e mantello
- Titolo originale: The Cape and Cowl Conspiracy
- Diretto da: Frank Paur
- Scritto da: Elliot S. Maggin

### Trama
Il barone Jozek, furioso con Batman per averlo umiliato con un'intrusione e un interrogatorio mentre era a una cena con i suoi legami con la malavita, assume Josiah Wormwood, un maestro nel piazzare trappole, per dare la caccia a Batman e riportare indietro il mantello e il cappuccio dell'eroe.

## La resa dei conti
- Titolo originale: Robin's Reckoning
- Diretto da: Dick Sebast
- Scritto da: Randy Rogel

### Trama
Durante uno scontro con alcuni gangster in un cantiere edile, Batman e Robin scoprono il nome del loro capo: Billy Marin. Mentre Robin non vede l'ora di affrontare Marin, Batman si allontana e non permette a Robin di accompagnarlo nella ricerca di Marin, provocando un litigio alla Batcaverna. Robin indaga con il Batcomputer e presto si rende conto che Billy Marin non è il vero nome del capo. Piuttosto, è uno pseudonimo di Tony Zucco , l'uomo che ha ucciso i suoi genitori John e Mary Grayson. Batman ha scelto di non dirlo a Robin perché preoccupato che avrebbe desiderato vendetta contro Zucco.
Irritato dall'inganno di Batman, Robin decide di trovare Tony Zucco da solo, rivivendo i ricordi della morte dei suoi genitori e di come Bruce lo ha accolto come figlio adottivo all'età di otto anni. Alla fine, Batman trova Zucco in un vecchio parco divertimenti ma si rompe una gamba durante il combattimento. Robin finalmente arriva e si prepara a uccidere Zucco per vendetta, salvo alla fine fare la cosa giusta: consegnare il criminale alla giustizia e scusarsi con Batman.

## I pesci che ridono
- Titolo originale: The Laughing Fish
- Diretto da: Bruce W. Timm
- Scritto da: Paul Dini

### Trama
Joker, affiancato da Harley e i suoi scagnozzi, riproduce il suo aspetto su diverse specie di pesci, tutti avvelenati da una tossina di sua invenzione, e intende metterli in commercio. Non accettando il rifiuto di ottenere il copyright sui suoi "pesci-Joker" e i profitti, il clown minaccia alcuni burocrati. Batman, il commissario Gordon e il detective Bullock dovranno sorvegliare i bersagli del criminale. Alla fine Bullock comprende che Joker si nasconde in un acquario pubblico, ma l'investigatore viene catturato e sta per essere dato in pasto ad uno squalo. Solo l'intervento di Batman può cambiare le sorti.

## La notte del ninja
- Titolo originale: Night of the Ninja
- Diretto da: Kevin Altieri
- Scritto da: Steve Perry

### Trama
Un misterioso ninja sta derubando le filiali della Wayne Enterprises e Batman scopre che il ninja è suo pari in combattimento. Il rancore contro Bruce Wayne e le capacità di eguagliarlo portano a ricordare solo una persona: Kyodai Ken . Un rivale e compagno di studi sotto il vecchio sensei di Wayne in Giappone, Ken è stato buttato fuori dal dojo dopo aver tentato di derubarlo ed è stato fermato da Wayne. Ken, a quanto pare, vuole vendetta.

## Il ritorno di Catwoman
- Titolo originale: Cat Scratch Fever
- Diretto da: Boyd Kirkland
- Scritto da: Sean Catherine Derek

### Trama
Batman deve fermare il piano di Roland Daggett di diffondere una piaga virale progettata dal Professor Milo che secondo i suoi piani verrà introdotta a Gotham attraverso animali randagi. Il caso diventa di interesse di Catwoman quando la stessa viene infettata dal virus mentre è in cerca del gatto scomparso Isis. Batman deve trovare un antidoto per salvare la donna.

## Lo strano segreto di Bruce Wayne
- Titolo originale: The Strange Secret of Bruce Wayne
- Diretto da: Frank Paur
- Scritto da: David Wise

### Trama
Dopo che un importante giudice è rimasto ferito durante una colluttazione con alcuni delinquenti che lo ricattano, per soldi in cambio di un misterioso nastro, Bruce Wayne decide di fare un viaggio in un resort di Yucca Springs dove il giudice aveva trascorso le vacanze e ha consultato lo psichiatra, il Professor Hugo Strange . Bruce scopre che Strange ha inventato una macchina che estrae i segreti più oscuri delle persone dalle loro menti e li trasferisce su videocassetta, ma solo dopo che Strange ha registrato la prova dell'identità segreta di Bruce e intende venderla all'asta a tre dei criminali più importanti di Gotham.

## Cuore d'acciaio
- Titolo originale: Heart of Steel
- Diretto da: Kevin Altieri
- Scritto da: Brynne Stephens

### Trama
Diverse rapine avvengono presso importanti aziende tra cui Wayne Enterprises e Bruce Wayne, nei panni di Batman, scopre che il ladro è una valigetta meccanica ambulante. Bruce incontra il suo vecchio amico Karl Rossum, un esperto di robotica che anni fa ha perso sua figlia in un incidente automobilistico. Incontra anche l'assistente di Rossum, Randa Duane, e gli viene mostrata la creazione definitiva di Rossum: un prototipo di intelligenza artificiale noto come Holographic Analytical Reciprocating Digital Computer (H.A.R.D.A.C.). Bruce invita Duane a cena. Più o meno nello stesso periodo, alcuni importanti esponenti pubblici, iniziano a comportarsi in modo diverso dal solito e essere nettamente più freddi e distanti. La cosa più sorprendente è quando Duane lascia inaspettatamente Wayne Manor mentre Bruce è al telefono il sistema di sicurezza della Batcaverna viene hackerato.
Batman riesce a liberarsi dal sistema di sicurezza della Batcaverna, riportando la situazione sotto controllo, anche se non riesce a rintracciare Duane. Barbara Gordon avvicina Batman per informarlo dell'improvviso cambiamento di suo padre.
In seguito a uno scontro tra Batman e il detective Bullock, durante il quale Batman colpisce Bullock e scopre che è un androide, rivelando che il vero Bullock e James Gordon sono scomparsi. Batman sa chi è il colpevole: H.A.R.D.A.C. Batman deve fermare il malvagio supercomputer prima che completi il suo piano di sostituzione.

## L'Enigmista
- Titolo originale: If You're So Smart, Why Aren't You Rich?
- Diretto da: Eric Radomski
- Scritto da: David Wise

### Trama
Edward Nygma crea il gioco "Il Labirinto del Minotauro", facendo guadagnare milioni all'azienda Competitron. Quando viene ingiustamente licenziato dal suo superiore, Daniel Mockridge, Nygma giura vendetta e due anni più tardi, nei panni dell'Enigmista, rapisce ed imprigiona Mockridge all'interno di una versione a grandezza naturale del suo labirinto del Minotauro. Batman e Robin devono fermare l'Enigmista prima che uccida Mockridge con le sue trappole omicide.

## La vendetta del Joker
- Titolo originale: Joker's Wild
- Diretto da: Boyd Kirkland
- Scritto da: Paul Dini

### Trama
Joker viene a sapere che il miliardario Cameron Kaiser ha inaugurato un casinò, chiamato Joker's Wild, sfruttando la sua inconfondibile immagine per far fortuna. Il clown è in collera per questo e intende vendicarsi su Kaiser distruggendo il suo locale: il magnate vuole proprio che Joker faccia questo, in modo da incassare l'assicurazione. Intanto Batman indaga per scoprire la motivazione di Kaiser e, al contempo, dovrà fermare la furia distruttrice del Joker.

## Tigre, tigre
- Titolo originale: Tyger, Tyger
- Diretto da: Frank Paur
- Scritto da: Michael Reaves e Randy Rogel

### Trama
Selina Kyle viene rapita dal malvagio ingegnere genetico, il Dr. Emile Dorian che la trasforma in un ibrido gatta-donna, fornendo un compagno al suo ibrido uomo-pantera chiamato Tygrus. Batman tenta di salvare Selina, ma viene catturato e utilizzato per testare la più grande creazione di Dorian, mentre Tygrus dà la caccia a Batman attraverso le giungle dell'isola

## Notte di luna piena
- Titolo originale: Moon of the Wolf
- Diretto da: Dick Sebast
- Scritto da: Len Wein

### Trama
Batman salva il custode di uno zoo dall'attacco di un lupo mannaro e sempre allo zoo di Gotham scompaiono due esemplari di lupo siberiano.
Il grande atleta Romulus(amico di Bruce Wayne) ambisce alla forma fisica perfetta e farà di tutto per ottenerla, persino usare steroidi derivanti dai lupi.

## Il giorno del samurai
- Titolo originale: Day of the Samurai
- Diretto da: Bruce Timm
- Scritto da: Steve Perry

### Trama
Kyodai Ken rapisce Kairi, l'allieva migliore di Yoru Sensei, l'istruttore di arti marziali che ha insegnato a Kyodai che a Bruce. Il riscatto che il ninja chiede, è una pergamena che insegna la posizione del leggendario Tocco Mortale.

## Terrore nei cieli
- Titolo originale: Terror in the Sky
- Diretto da: Boyd Kirkland
- Scritto da: Steve Perry e Mark Saraceni

### Trama
Quando un pipistrello di dimensioni umane saccheggia il porto di Gotham, Batman sospetta che il dottor Kirk Langstrom, stia assumendo di nuovo la formula Man-Bat. Batman non è l'unico. La moglie di Kirk, Francine, diffidente nei confronti del marito, decide di lasciarlo. Dopo ulteriori indagini, Batman scopre che questo Man-Bat non è Kirk, ma bensì qualcun altro...

## L'ho quasi ucciso
- Titolo originale: Almost Got 'Im
- Diretto da: Eric Radomski
- Scritto da: Paul Dini

### Trama
Joker, Killer Croc, Pinguino, Due Facce e Poison Ivy si incontrano a un tavolo da poker, ognuno raccontando una storia della volta in cui hanno quasi sconfitto Batman. Allo stesso tempo, Harley Quinn sta per uccidere Catwoman. Batman riuscirà a salvarla?

## Illusione d'amore
- Titolo originale: Birds of a Feather
- Diretto da: Frank Paur
- Scritto da: Chuck Menville, Brynne Stephens

### Trama
Dopo l'ennesimo arresto, Oswald Cobblepot / Il Pinguino ha ottenuto la riabilitazione penale e viene scarcerato per buona condotta. Veronica Vreeland, un'amica di Bruce Wayne, ha bisogno di reintegrarsi nell'alta società e non ha molti invitati alle sue feste di beneficenza; su suggerimento dell'amico Pierce, la donna (per attirare l'attenzione) fa amicizia con Oswald. Tra i due si sviluppa un rapporto di affetto e tutto sembra procedere bene, mentre Batman vigila su di lui. Quando scopre Pierce che lo prende in giro, Cobblepot, sentendosi umiliato, rapisce Veronica e chiede un riscatto.

## Quale realtà?
- Titolo originale: What is Reality?
- Diretto da: Dick Sebast
- Scritto da: Marty Isenberg, Robert N. Skir

### Trama
Numerosi cittadini di Gotham cadono vittime di attacchi hacker, seguiti ognuno da un diverso indovinello. Batman e il commissario Gordon deducono sia opera di Edward Nygma/ L'Enigmista, che sta eliminando tutti i suoi dati personali dai database della polizia, subito dopo Gordon riceve una telefonata che lo informa che un gigantesco pacco bomba è stato consegnato al commissariato. Robin capisce che si tratta di una variazione dell'indovinello delle scatole cinesi e lo risolve. La scatola dunque si smonta, rivelando un enorme computer con all'interno quello che Robin scopre essere un simulatore di realtà virtuale, Gordon prova il visore ma viene intrappolato dall'Enigmista nel gioco. Batman è così costretto ad accedere al gioco, un mondo virtuale controllato interamente dalla volontà dell'Enigmista, per salvare il commissario.

## Io sono la notte
- Titolo originale: I Am the Night
- Diretto da: Boyd Kirkland
- Scritto da: Michael Reaves

### Trama
All'anniversario della morte dei suoi genitori, Batman è stanco, tormentato e in dubbio se il suo operato serva davvero a qualcosa. Recatosi a Crime Alley, posa due rose sul punto dove sua madre e suo padre sono stati uccisi, accompagnato da Leslie Thompkins, che cerca di consolarlo riguardo ai suoi dubbi. Distratto da una rissa tra delinquenti però, Batman arriva in ritardo ad un raid della polizia che si rivela essere un'imboscata, nella quale il commissario Gordon viene gravemente ferito da un colpo di pistola esploso dal mafioso Jimmy "Jazzman" Peak. La vita di Gordon è appesa a un filo e Batman se ne prende la colpa, rintanandosi nella Bat-caverna per tre giorni, Dick Grayson gli fa visita per cercare di farlo ragionare ma il cavaliere oscuro non si da pace. Intanto Jazzman evade dal carcere con l'intento di finire il suo conto in sospeso con Gordon definitivamente. Arrivato in ospedale dove il commissario riposa, Peak viene fermato appena in tempo da un nuovamente risoluto Batman, che finalmente riesce a vedere il valore dei suoi sforzi.

## Vertigine
- Titolo originale: Off Balance
- Diretto da: Kevin Altieri
- Scritto da: Len Wein

### Trama
Batman incontra un informatore che lo avverte di un furto imminente da parte della Società delle Ombre, guidata da un uomo che si fa chiamare "Vertigine". Batman scopre che l'obiettivo è un trapano a ultrasuoni della Wayne Enterprises, ma all'arrivo alla stazione, Vertigine riesce a rubarlo grazie a un dispositivo che causa disorientamento. Una misteriosa donna, Talia, interviene per fermarlo. Batman la segue fino a una cattedrale, dove vengono catturati dalla Società e rinchiusi. Talia rivela che Vertigine lavora per suo padre e propone un'alleanza. Fuggono insieme e affrontano Vertigine nel campanile, riuscendo a sconfiggerlo. Tuttavia, Talia tradisce Batman e fugge con il trapano, mentre lui promette che il loro confronto non è finito.

## L'uomo che uccise Batman
- Titolo originale: The Man Who Killed Batman
- Diretto da: Bruce Timm
- Scritto da: Paul Dini

### Trama
Sidney Debris, un criminale da due soldi che sogna di scalare i ranghi della malavita di Gotham, si ritrova accidentalmente acclamato come "l'uomo che ha ucciso Batman" dopo uno scontro maldestro in cui il cavaliere oscuro sembra morire per mano sua. Nonostante la fama improvvisa, Sidney è spaventato e inseguito da criminali. Il Joker, devastato dall'apparente morte del suo eterno rivale e ritenendo Sidney responsabile della sua "rovina", organizza un finto funerale sia per Batman sia per lui, spingendolo in un container pieno di acido. Sidney riesce miracolosamente a sopravvivere e chiede aiuto al boss Rupert Thorne, che però lo accusa di voler prendere il suo posto, siccome trova la sua storia e la sua fortuna fin troppo improbabili. Proprio quando tutto sembra perduto, Batman ricompare e rivela di aver inscenato la propria morte per osservare le reazioni del mondo criminale. Anche se Sidney viene comunque arrestato per il suo coinvolgimento, viene accolto in prigione come un eroe dalla malavita, realizzando così il suo sogno di ottenere rispetto.

## Il ritorno dell'Uomo d'Argilla
- Titolo originale: Mudslide
- Diretto da: Eric Radomski
- Scritto da: Alan Burnett

### Trama
Matt Hagen, l'Uomo d'Argilla, sta morendo: il suo corpo si sta deteriorando ed è costretto a vivere indossando un rivestimento in plastica per la maggior parte del tempo. Hagen cerca disperatamente una cura e si allea con la scienziata Stella Bates, con cui intrattiene inoltre una relazione sentimentale. La soluzione sembra essere un isotopo chiamato Mp40 che può aiutare l'Uomo d'Argilla non solo a riprendersi, ma a diventare molto più potente e pericoloso, Batman scopre le sue intenzioni e cerca di fermarlo. Dopo una serie di battaglie e un inseguimento, i due arrivano al laboratorio dove Stella sta cercando di curare definitivamente Hagen. Alla fine, dopo una lotta finale sotto la pioggia, Batman riesce a sconfiggere l'Uomo d'Argilla e quest'ultimo, nonostante i tentativi dell'eroe di salvarlo, accetta il suo destino lasciandosi cadere nell'oceano, apparentemente morendo. Stella piange il suo amato mentre Batman la consegna alla polizia.

## Il medico della mala
- Titolo originale: Paging the Crime Doctor
- Diretto da: Frank Paur
- Scritto da: Mike W. Barr e Laren Bright

### Trama
Un trio di criminali ruba un laser chirurgico da un camion blindato, Batman li ferma ma viene seminato dai ladri. Questi si rifugiano dal boss Rupert Thorne, che è malato di tumore e ha bisogno di un'operazione, ma rifiuta di farsi curare in ospedale. Thorne chiede aiuto al fratello, Matthew, medico che ha perso la sua licenza e a cui Rupert promette di fargliela riavere se l'operazione va a buon fine. Matthew accetta a malincuore ma non può operare da solo, quindi consiglia di rapire Leslie Thompkins, sua ex-collega. Batman scopre il legame tra Matthew e Rupert, e arriva al nascondiglio, dove Leslie ha appena finito l'operazione. I criminali cercano di ucciderla, ma Matthew, dopo aver inizialmente ceduto a Rupert, cambia idea e aiuta Leslie a scappare. Alla fine, Batman salva Leslie, ma Matthew viene arrestato. Bruce Wayne visita Matthew in carcere, offrendogli supporto in cambio di informazioni su suo padre, Thomas Wayne, anch'egli ex-collega di Matthew, e il rapporto tra i due.

## Zatanna
- Titolo originale: Zatanna
- Diretto da: Dick Sebast e Dan Riba
- Scritto da: Paul Dini

### Trama
Bruce Wayne assiste a uno spettacolo della prestigiatrice Zatanna, che risveglia in lui i ricordi del suo addestramento come esperto della fuga col padre di lei, Zatara. I due si erano conosciuti da giovani durante l'addestramento di Bruce sotto falsa identità e tra i due vi era del tenero. Nel presente, durante uno spettacolo, Zatanna fa "scomparire" 10 milioni di dollari dalla Zecca di Gotham, ma non riesce a farli ricomparire e viene arrestata con l'accusa di furto. Convinto della sua innocenza, Batman la libera e insieme indagano, scoprendo che il colpevole è il Dr. Kane, che ha sfruttato il trucco di Zatanna per un vero furto. Dopo uno scontro a bordo di un aereo, i due riescono a sconfiggere Kane e consegnarlo alla giustizia. Alla fine, Zatanna, avendo capito che Batman è il ragazzo di cui si era invaghita da giovane, lo perdona per essere sparito per tutti questi anni e scompare con un ultimo trucco di magia.
- Nota: Il personaggio di Zatanna farà successivamente ritorno nella serie animata Justice League.

## Il meccanico
- Titolo originale: The Mechanic
- Diretto da: Kevin Altieri
- Scritto da: Laren Bright e Steve Perry

### Trama
Durante un inseguimento con gli scagnozzi del Pinguino, la Batmobile subisce gravi danni e viene portata da Earl Cooper, il suo progettista, per le riparazioni. Nel frattempo, il Pinguino scopre l'identità di Earl e prende in ostaggio lui e sua figlia Marva, costringendolo a sabotare la Batmobile. Quando Batman e Robin la recuperano, Pinguino la controlla da remoto e tenta di ucciderli facendola precipitare. Batman ricorda e decifra un messaggio in codice che gli aveva detto Earl poco prima e attiva i sedili eiettabili, salvandosi. Convinto della morte del duo, il Pinguino festeggia, ma Batman lo affronta, lo sconfigge e salva Marva. Dopo l'incidente, Earl è costretto ad abbandonare il suo garage, ma Batman promette di costruirgli una nuova officina più sicura. In prigione, il Pinguino è costretto a lucidare targhe per automobili.

## Harley e Pam
- Titolo originale: Harley and Ivy
- Diretto da: Boyd Kirkland
- Scritto da: Paul Dini

### Trama
Una notte, Joker e Harley Quinn vengono quasi catturati da Batman a causa di una svista di lei. Dopo un litigio, Joker caccia via Harley, che decide di agire da sola e ruba un diamante al museo, lì incontra Pamela Isley/Edera Velenosa. Le due fuggono insieme e decidono di allearsi, diventando un duo criminale inarrestabile. Nel mentre Pamela cerca di aiutare Harley a superare la dipendenza da Joker, ma lei soffre ancora troppo la loro separazione, tanto da contattarlo di nascosto per dirgli che le manca. Joker rintraccia Harley tramite la telefonata e tenta di prendersi i bottini che le due hanno rubato. Batman interviene ma lo scontro causa un'esplosione. Tutti vengono arrestati e portati ad Arkham, dove Harley sogna ancora un ritorno con Joker, tra la frustrazione di Edera Velenosa.

## L'ombra del pipistrello
- Titolo originale: Shadow of the Bat
- Diretto da: Frank Paur
- Scritto da: Brynne Stephens

### Trama
Gil Mason, nuovo vicecommissario di Gotham, fa arrestare il boss mafioso Rupert Thorne grazie alle sue informazioni. Tuttavia, poco dopo, il Commissario Gordon viene arrestato con false accuse di corruzione, insospettendo Bruce Wayne. La figlia del commissario, Barbara Gordon, è sconvolta e determinata a dimostrarne l'innocenza. Batman intanto indaga utilizzando l'alter ego del malavitoso Matches Malone, mentre Robin sorveglia un raduno pubblico in sostegno a Gordon, tenuto da Mason. Barbara, per mantenere viva la speranza degli abitanti di Gotham, si traveste da Batman in sua assenza e agisce eroicamente durante un attentato al raduno, venendo soprannominata “Batgirl”. Becca poi uno degli attentatori fuggiti a casa di Mason e i sospetti che ha su di lui aumentano. Nel frattempo, Bruce scopre che l'artefice di tutto è Due Facce, creduto scomparso, che ha manipolato le ambizioni di Mason di diventare commissario e, successivamente, sindaco per arrivare a Gordon. Due Facce pianifica di far rapire il commissario, facendola passare per evasione, per poi ucciderlo e cattura Bruce, ancora travestito. Batgirl e Robin scoprono il piano e intervengono. Durante uno scontro nelle fogne, Batgirl salva Robin dimostrando coraggio e valore. Batman, ripresa la sua maschera, si ritrova insieme a Robin separato momentaneamente da Barbara a causa di un'inondazione dei tunnel fognari. Mentre Gordon viene fatto evadere, Batgirl scopre il luogo dell'esecuzione: il molo. Batgirl salva suo padre, Batman e Robin neutralizzano i criminali e Mason tenta la fuga, venendo sconfitto da Barbara. Alla conferenza stampa, Gordon è riabilitato e approva pubblicamente la vigilanza di Batgirl. Bruce e Dick si augurano di rivederla in futuro.

## Cieco come un pipistrello
- Titolo originale: Blind as a Bat
- Diretto da: Dan Riba
- Scritto da: Mike Underwood e Len Wein

### Trama
Durante una dimostrazione del nuovo elicottero militare Raven X1-11 della Wayne Tech, il Pinguino lo dirotta e chiede un grosso riscatto, usando le armi avanzate del velivolo per minacciare l'intera città. Bruce Wayne, nel tentativo di salvare una donna, rimane temporaneamente cieco a causa di un'esplosione. Leslie Thompkins lo medica e gli ordina riposo assoluto per non compromettere la guarigione, Bruce disobbedisce e si fa creare un visore basato sullo stesso sistema del Raven per tornare a combattere nei panni di Batman. Con l'aiuto di Gordon e del sindaco Hill, organizza una finta consegna del riscatto per attirare il Pinguino in trappola. Dopo un violento scontro aereo tra il Batwing e il Raven, entrambi i veicoli vengono abbattuti e Batman, rimasto senza visore, deve affrontare il Pinguino completamente cieco. Usando l'ingegno e l'ambiente circostante, Batman riesce a mandare il criminale K.O. Il giorno seguente, Bruce riacquista la vista e si gode la notizia dell'arresto del Pinguino in televisione.

## La ricerca del demone
- Titolo originale: The Demon's Quest
- Diretto da: Kevin Altieri
- Scritto da: Dennis O'Neil (Parte 1) e Len Wein (Parte 2)

### Trama
Robin viene rapito da un gruppo di uomini guidati da un misterioso individuo con una maschera da sciacallo. Batman scopre il rapimento attraverso una foto minacciosa recapitata alla Batcaverna, e subito dopo fa la conoscenza di Ra's al Ghul, che lo informa che anche Talia, sua figlia, è stata rapita. Batman e Ra's formano un'alleanza per cercarli, ma Batman sospetta presto di lui, notando incongruenze e comportamenti sospetti, come le violente crisi e gli attacchi di tosse dell'uomo, dovuti a suo dire all'età avanzata. Il loro viaggio li porta prima a Calcutta, India, poi a una foresta pluviale in Malaysia e infine sull'Himalaya, dove Robin viene liberato e l'uomo con la maschera si rivela essere proprio Ra's. Tutto si scopre essere una messa in scena: Ra's voleva testare Batman per eleggerlo suo successore, affascinato dalla sua abilità e sapendo che Talia è innamorata di lui. Batman rifiuta l'offerta e Ra's si dichiara suo nemico. Quando Ra's crolla per una crisi, viene immerso nel Pozzo di Lazzaro, una fonte che gli restituisce la giovinezza e che lo ha tenuto in vita per gli ultimi 600 anni. Il pozzo ha tuttavia lo svantaggio di rendere chi lo usa temporaneamente folle e così R'as tenta di uccidere Talia, ma Batman lo ferma. Tornato lucido, Ra's rinnova l'offerta a Batman, che rifiuta di nuovo. Ra's allora attiva l'autodistruzione della sua fortezza, ma Batman e Robin riescono a salvarsi. Scoprono poi che Ra's si è rifugiato in un'altra base nel Sahara e ha un piano apocalittico per purificare la Terra facendo traboccare le fosse di Lazzaro disseminate sul pianeta usando delle bombe. Batman si infiltra nella fortezza ma viene scoperto e imprigionato. Riceve lì aiuto da Talia, che condivide l'obiettivo del padre ma non i mezzi. Liberatosi, Batman affronta Ra's in un duello con la spada. Il piano viene sventato, e Ra's cade in uno dei pozzi di Lazzaro, apparentemente verso morte certa. Alla fine, Batman e Talia si separano con un bacio d'addio. Nell'ultima scena, Ra's emerge dal Pozzo di Lazzaro, ridendo.

## Anima ai siliconi
- Titolo originale: His Silicon Soul
- Diretto da: Boyd Kirkland
- Scritto da: Marty Isenberg e Robert N. Skir

### Trama
Un gruppo di criminali irrompe in un magazzino e libera accidentalmente un duplicato robotico di Batman, creato dal supercomputer H.A.R.D.A.C. (distrutto nell'episodio "Cuore d'acciaio"). Parte uno scontro nel quale Il replicante viene gravemente danneggiato. Questo si dirige a villa Wayne, dove Alfred lo smaschera come impostore ma viene messo al tappeto. Intanto il vero Batman indaga sull'accaduto e scopre che H.A.R.D.A.C. non è stato del tutto distrutto. Il replicante, convinto di essere il vero Batman, si reca da Karl Rossum, il suo creatore, in cerca di risposte, ma si scontra con la verità: è solo una macchina. Dopo uno scontro con Batman, il replicante fugge nel magazzino dove si è risvegliato e si collega ai file di H.A.R.D.A.C., che lo riprogramma dandogli l'obiettivo originale del supercomputer: sostituire l'umanità con repliche robot, impiantando un virus nel Batcomputer che trasferirà H.A.R.D.A.C. su tutti i computer del mondo. Un ultimo duello tra Batman e il replicante avviene nella Batcaverna, dove il robot, incapace di uccidere, dimostra di aver interiorizzato l'etica di Batman. In un atto finale di coscienza, distrugge il Batcomputer per fermare definitivamente H.A.R.D.A.C., sacrificandosi.

## Fuoco dall'Olimpo
- Titolo otiginale: Fire From Olympus
- Diretto da: Dan Riba
- Scritto da: Paul Dini

### Trama
Batman scopre che un cannone elettrico capace di sparare fulmini è stato recentemente rubato ed è finito nelle mani di Maxie Zeus, un uomo d'affari impazzito che si crede l'omonimo Dio greco. Batman interroga l'assistente di Maxie, Clio, che gli spiega che l'impresa di spedizioni di Zeus ha iniziato ad andare male e, per salvarla, ha accettato di gestire merci per la mafia, tuttavia lo stress è stato troppo grande e l'ha portato a chiudersi in una fantasia. Maxie usa il cannone per attaccare un dirigibile della polizia pensando che vogliano invadere l'Olimpo, Clio cerca di farlo ragionare ma Zeus la fa legare all'arma. Batman intanto affronta delle trappole ispirate alle dodici fatiche di Ercole: prima l'Idra (un pitone) e poi il cinghiale di Erimanto (un cinghiale). Alla fine riesce a fermare Maxie, salvare Clio e disattivare il cannone. Zeus, sconfitto, viene internato ad Arkham, dove crede di essere davvero sull'Olimpo e che gli altri pazienti siano dei come lui, nella sua cella si sente finalmente felice e a casa.

## Il Ventriloquo
- Titolo originale: Read My Lips
- Diretto da: Boyd Kirkland
- Scritto da: Alan Burnett e Michael Reaves

### Trama
Una gang di misteriosi criminali mascherati terrorizza Gotham, Batman riesce a risalire all'identità di uno di loro e lo pedina fino al loro covo, dove scopre che il capo dei malavitosi è una spietata e astuta marionetta chiamata Scarface, controllata da un mite ventriloquo, apparentemente in balia del fantoccio. Batman viene catturato e quasi fatto fuori dai criminali, ma riesce a sfruttare il temperamento di Scarface per sfuggire alla trappola mortale in cui era stato legato. segue uno scontro a fuoco nel quale la marionetta viene crivellata di colpi e distrutta. Il ventriloquo viene internato ad Arkham, dove inizia a scolpire un nuovo fantoccio.

## Le bambole scacciapensieri
- Titolo originale: The Worry Men
- Diretto da: Frank Paur
- Scritto da: Paul Dini

### Trama
La ricca ereditiera Veronica Vreeland organizza una festa di beneficenza per l'ambiente dopo un viaggio in America Centrale e regala agli ospiti delle "bambole scacciapensieri", il loro funzionamento è semplice: basta rivelare alle bamboline le proprie preoccupazioni e metterle sotto il cuscino prima di dormire, il mattino dopo i problemi saranno scomparsi. Durante la festa, Bruce nota una figura sospetta travestita da sciamano Maya e la affronta come Batman, ma non riesce a catturarlo. La mattina seguente, Bruce e altri che avevano ricevuto le bambole ritirano grosse somme di denaro dalle loro compagnie e le cedono ad altri sciamani Maya, per poi dimenticare tutto. Batman collega i comportamenti alle bambole, trovando all'interno dei microchip nascosti. Il colpevole è Jervis Tetch/il Cappellaio Matto, appena uscito da Arkham, che ha venduto egli stesso gli scacciapensieri alla Vreeland in America Centrale. Tetch confessa di voler abbandonare la vita criminale e usare il denaro rubato per ritirarsi su un'isola, ma Batman riesce a neutralizzare il suo controllo mentale e lo sconfigge prima che possa ucciderlo con una ghigliottina. Alla fine, il Cappellaio torna ad Arkham, dove non riesce a dormire, sotto il suo cuscino c'è una bambola scacciapensieri di Batman che gli tormenta il sonno.